# Décembre 1976

## Évènements
- L’Uruguay, avec 3 millions d’habitants, compte 6 200 prisonniers politiques.

- 1er décembre : 
  - L'Angola entre à l'ONU.
  - José López Portillo, président de la République du Mexique. Il  poursuit une politique d’austérité économique en appelant les travailleurs à modérer leurs revendications salariales et les patrons à maintenir des prix bas et à accroître leurs investissements.

- 4 décembre : proclamation de l'Empire centrafricain par Jean-Bedel Bokassa.

- 5 décembre : congrès fondateur du RPR (60 000 personnes).

- 8 décembre : Ange-Félix Patassé devient Premier ministre de Centrafrique.

- 16 décembre : Arboriginal Land Right Act (en), loi sur les droits à la terre des Aborigènes dans le Territoire du Nord (Australie).

- 18 décembre : 
  - Échange de Vladimir Boukovsky et Luis Corvalán, à Zurich.
  - Le Mouloudia Club d'Alger (football) gagne la Coupe d'Afrique des Champions

- 24 décembre : assassinat à Paris du député de l’Eure Jean de Broglie.

## Naissances
- 1er décembre : Matthew Shepard, étudiant américain († 1998).
- 6 décembre : Estelle Denis, une journaliste et animatrice de télévision française.
- 7 décembre : Christophe Premat, politologue et homme politique français.
- 9 décembre : Booba, Ancien rappeur français
- 13 décembre : Rama Yade, femme politique française.
- 18 décembre :
  - Véronic DiCaire, imitatrice canadienne.
  - Anne-Marie Dias Borges,  journaliste franco-cap-verdienne et animatrice de radio et de télévision.
- 22 décembre : Derek Hood, basketteur américain.
- 26 décembre : Thomas Leridez, animateur de radio (Radio France, VivaCité) et de télé (France 3).

## Décès
- 4 décembre : Benjamin Britten, compositeur britannique.
- 24 décembre : Jean de Broglie, ancien ministre français